# Agrarisch socialisme
Het agrarisch socialisme is een politieke ideologie die een agrarische manier van leven combineert met een socialistisch (of semi-socialistisch) economisch systeem. 
Deze vorm van socialisme kan verschillende vormen aannemen. Een duidelijke rechtse of conservatieve variant, zoals voorgestaan door de National Party of Australia, streeft naar een vrije markt voor de boeren, maar restricties voor ondernemers buiten de landbouwsector en protectionisme. In feite streeft men naar een pre-industriële samenleving, maar omdat dit niet mogelijk is moet de industriële samenleving door de overheid onder de duim worden gehouden. Deze vorm van agrarisch socialisme is sterk cultureel conservatief en wijst een liberale levensstijl van de hand. Een andere variant gelooft dat alle natuurlijke hulpbronnen, waaronder landbouwgrond, aan de mensheid als geheel toebehoren (het zogenaamde geoïsme). Bovengenoemde varianten hebben met elkaar gemeen dat men uitgaat van decentralisatie en een kleinere overheid.
Ter linkerzijde van het politieke spectrum vindt het communisme zoals toegepast in de voormalige Sovjet-Unie, maar ook in die staten die het sovjet-model hadden overgenomen, te weten de (gedwongen) collectieve landbouwbedrijven, de kolchozen en staatsboerderijen, de sovchozen. De grond is in dat geval geen persoonlijk eigendom, maar collectief eigendom van de kolchoz of van de staat, zoals in het geval van de sovchoz. De boeren aangesloten bij een landbouwcollectief of een staatsboerderij hadden echter wel een klein stukje grond voor eigen gebruik waarvan de opbrengst ook mocht worden verkocht op de vrije markt.
De Volksrepubliek China onder Mao Zedong (1949-1976) was primair een landbouwstaat. Ook daar werden collectieve boerderijen gesticht. Pogingen om de productie op te voeren ("Grote Sprong Voorwaarts") waren desastreus.  
In Democratisch Kampuchea (Cambodja 1975-1980) werd een extreme vorm van agrarisch socialisme toegepast: alle grond behoorde toe aan de staat en alle inwoners moesten gedwongen de grond bewerken. 
Het agrarisch socialisme in de Sovjet-Unie, China en Cambodja, maar ook in andere communistische staten was echter sterk centralistisch en bureaucratisch.
Vrijwel alle varianten van het Afrikaans socialisme gaan uit van een agrarisch socialistische samenleving. De Tanzaniaanse variant van het Afrikaans socialisme, Ujamaa, een mengeling van traditionalisme en vooruitstrevendheid, nam de klassieke agrarische dorpsgemeenschap als uitgangspunt. De dorpelingen moesten gezamenlijk de landbouwgrond bewerken die men collectief in beheer had en de opbrengst werd opgekocht door de overheid. Kleine stukjes grond rondom ieders huis was echter privébezit en de opbrengsten daarvan was voor eigen gebruik en kon ook op de vrije markt worden verkocht of geruild. 

## Verwijzingen
1. ↑  Deze vorm van agrarisch socialisme heeft ook een flinke aanhang in Scandinavische landen en in de landbouwstaten van de Verenigde Staten van Amerika. In dat laatste land wordt de term "socialisme" vermeden.
2. ↑  Normvervlakking wordt in verband gebracht met verstedelijking, de natuurlijke uitkomst van industrialisatie.